# Кокозек (Карасайский район)
Кокозек (каз. Көкөзек) — село в Карасайском районе Алматинской области Казахстана. Входит в состав Ельтайского сельского округа. Находится примерно в 20 км к северо-востоку от центра города Каскелен. Код КАТО — 195233500.

## Население
В 1999 году население села составляло 675 человек (342 мужчины и 333 женщины). По данным переписи 2009 года, в селе проживало 1519 человек (782 мужчины и 737 женщин).